# Edukacja w Kole
Edukacja w Kole – swoją historią sięga XVI wieku. Obecnie w mieście znajduje się pięć szkół podstawowych oraz trzy szkoły średnie.

## Szkoły podstawowe

### Szkoła Podstawowa nr 1 im. Stanisława Konarskiego

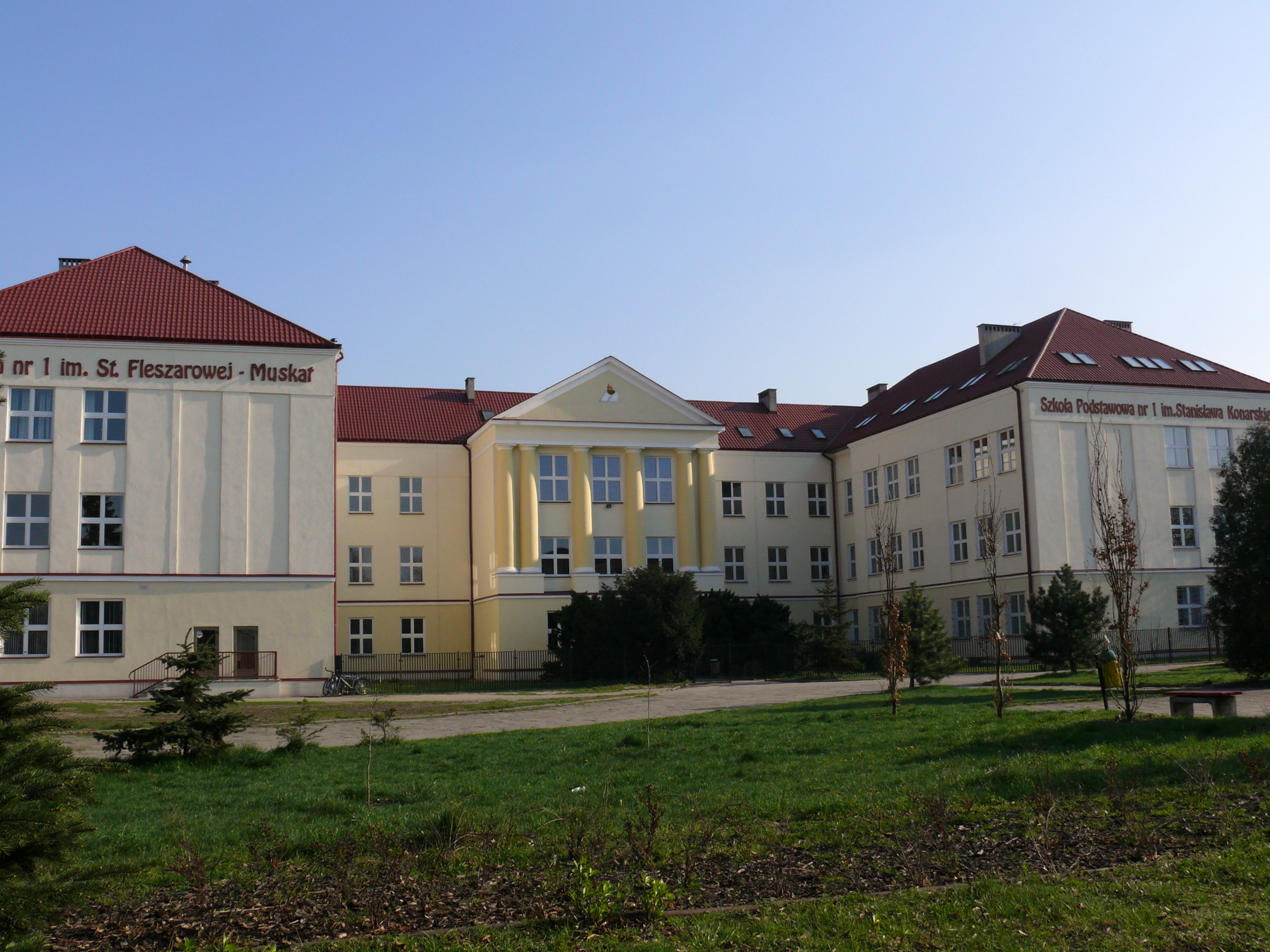
Szkoła Podstawowa nr 1

W latach siedemdziesiątych XIX wieku przy ul. Sienkiewicza 1 oddano do użytku budynek przeznaczony na szkołę, której nadano nr 1. W 1880 r. szkoła liczyła 50 uczniów, a w 1896 roku dokonano podziału na szkołę żeńską i męską. W latach 1918–1923 Szkoła Podstawowa nr 1 posiadała dwie filie. Na przełomie 1919/1920 roku nadano jej imię księdza Stanisława Konarskiego. 
Zaraz po wyzwoleniu Szkoła Podstawowa nr 1 wznowiła działalność w budynku obecnego Przedszkola nr 3 (ul. Wojciechowskiego), bowiem wcześniej zajmowany budynek doznał poważnych uszkodzeń podczas wojny. Ze względu na coraz większą liczbę uczniów, ówczesne władze miasta zdecydowały się przekazać szkole budynek przy ulicy Szkolnej, w którym funkcjonuje do dziś. Zajęcia w tym budynku rozpoczęły się pod koniec lutego 1945. Od 1 stycznia 1973 roku Szkoła Podstawowa nr 1 zaczęła pełnić rolę szkoły gminnej dla gminy wiejskiej Koło. W tym samym roku, na wniosek rady pedagogicznej skierowany do Kuratorium Okręgu Szkolnego w Poznaniu, ponownie nadano szkole imię Stanisława Konarskiego. W dniu 8 maja 1974 roku nastąpiło uroczyste nadanie patrona oraz odsłonięcie pomnika autorstwa Bolesława Okuniewskiego, kolskiego nauczyciela – dziś monument stoi przed wejściem do gmachu od strony Parku im. Stanisława Moniuszki. Z dniem 1 września 1981 r. Szkoła Podstawowa nr 1 przestała pełnić rolę szkoły gminnej.
W 1992 roku Liceum Ogólnokształcące, które zajmowało część budynku szkoły nr 1, przeprowadziło się do nowego obiektu przy ul. Blizna 37. Wówczas rozpoczęto remont i rozbudowę zachodniej części budynku. Dnia 20 września 1995 roku oddana została wyremontowana i rozbudowana część zachodnia i środkowa. Szkoła korzysta z hali sportowej, która znajduje się obok szkoły oraz nowoczesnego kompleksu boisk.
1 września 2017 r. w jej skład włączono istniejące od 1999 r. Gimnazjum nr 1 im. Stanisławy Fleszarowej-Muskat, które znajdowało się w tym samym budynku.
- Adres szkoły: ul. Szkolna 2a, osiedle Płaszczyzna.

### Szkoła Podstawowa nr 2 im. Adama Mickiewicza

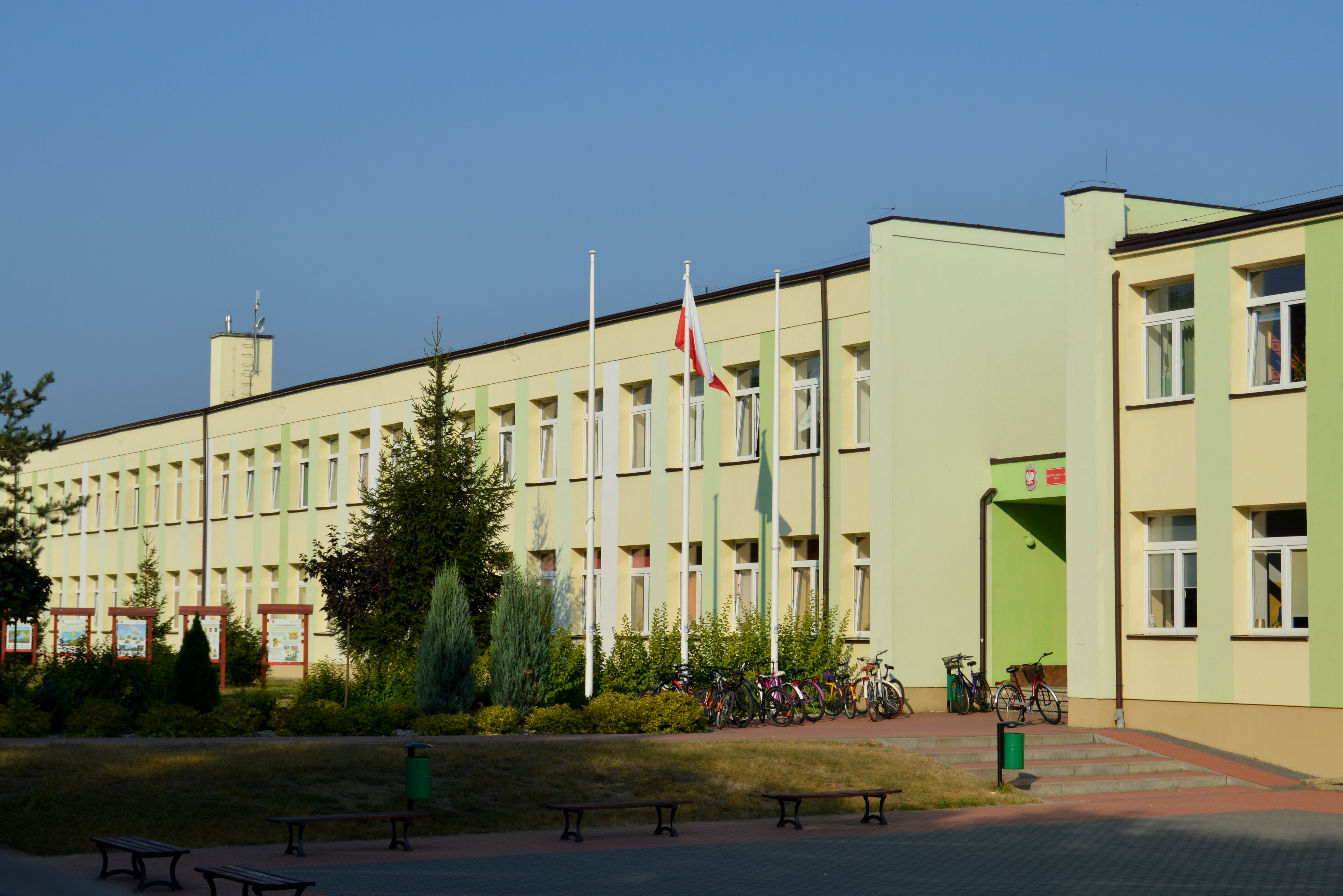
Szkoła Podstawowa nr 2

Szkoła istnieje od 1914 r. Początkowo była dwuklasowa, a kierowała nią Olga Dubkowa. W okresie II wojny światowej szkoła została zamknięta. Z braku pomieszczeń, ławek, krzeseł oraz pomocy naukowych placówka zaczęła pracę dopiero w 1955 roku. Do 1961 roku mieściła się przy ulicy Mickiewicza w budynku zwanym powszechnie Sejmikiem. Następnie uczniów, przejęła nowo wybudowana szkoła przy ulicy Poniatowskiego.
Z dniem 1 lutego 1961 roku, nadano jej nazwę: Szkoła Podstawowa nr 4 im. Adama Mickiewicza w Kole. Uroczyste oddanie budynku szkoły nastąpiło 5 lutego, a już 6 lutego 613 uczniów rozpoczęło naukę w 15 oddziałach. Z dniem 1 grudnia 1963 roku w związku z likwidacją szkoły przy ulicy Mickiewicza 27 nowa placówka otrzymuje nazwę: Szkoła Podstawowa nr 2 im. Adama Mickiewicza. 
W latach 1999–2001 Szkoła Podstawowa nr 2 i mieszczące się w tym samym budynku nowo utworzone Gimnazjum nr 3 tworzyło zespół szkół. Ponownie zespół szkół istniał w latach 2011–2017. W 2006 r., podczas uroczystości w kościele Podwyższenia Krzyża Świętego, której przewodniczył biskup włocławski Wiesław Mering, gimnazjum otrzymało patrona - Jana Pawła II. W 2011 r. w pobliżu szkoły, przy ul. Dąbrowskiego, oddano do użytku kompleks boisk Orlik 2012, z którego korzystają uczniowie podczas lekcji wychowania fizycznego. 4 kwietnia 2016 r. przebywał w placówce metropolita lwowski Mieczysław Mokrzycki oraz biskup pomocniczy włocławski Stanisław Gębicki, który poświęcili i odsłonili obelisk poświęcony patronowi gimnazjum - umiejscowiony po północnej stronie budynku. 1 września 2017 r. szkoła ponownie stała się ośmioklasowa i powróciła do pierwotnej nazwy.
- Adres szkoły: ul. Józefa Poniatowskiego 22, osiedle Kaliskie.

### Szkoła Podstawowa nr 3 im. Marii Konopnickiej

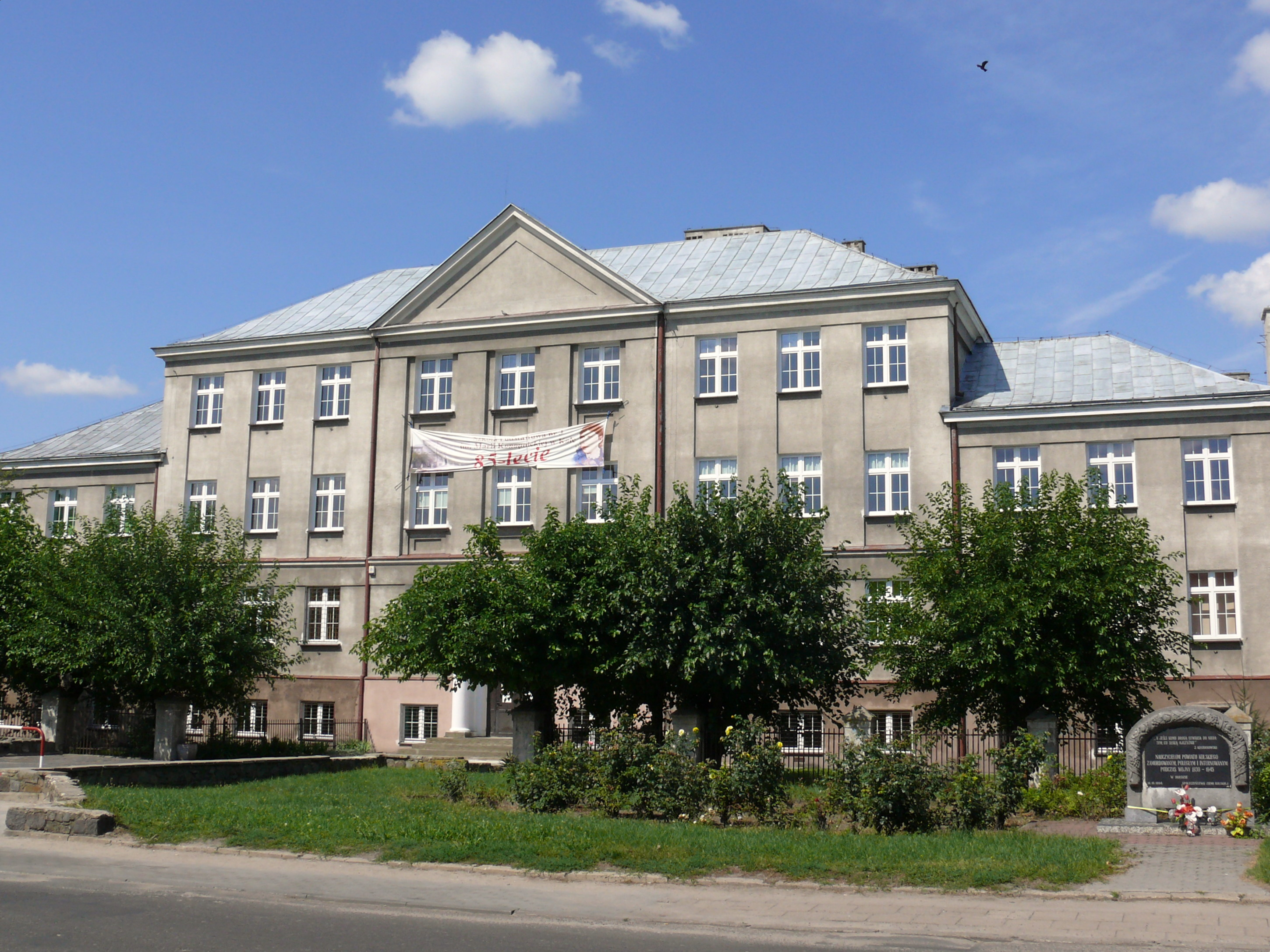
Szkoła Podstawowa nr 3

1 września 1919 r. otwarta została, jako jednoklasowa mieszana, Szkoła Podstawowa nr 3 w Kole. Z zamierzenia miała być to placówka dla dzieci wyznania ewangelicko-augsburskiego. Z dniem 31 sierpnia 1922 r. szkoła została zlikwidowana, a młodzież przeniesiono do Szkoły Podstawowej nr 2. 
Właściwa historia Szkoły Podstawowej nr 3 zaczyna się dopiero w roku 1921, kiedy ówczesny burmistrz Władysław Klimaszewski wystąpił z inicjatywą budowy gmachu szkolnego przy ul. Toruńskiej 60, według projektu inżyniera Tchórzewskiego. 1 września 1923 r. rozpoczęły się zajęcia w nowo wybudowanym budynku. W 1933 r. szkoła otrzymała sztandar oraz patrona – polską poetkę i nowelistkę – Marię Konopnicką. W latach okupacji niemieckiej w budynku mieściły się szpital polowy oraz szkoła dla młodzieży niemieckiej. Po wyzwoleniu także radziecki szpital wojskowy, który opuścił budynek 26 lutego 1945 r. 5 marca 1945 r. w Szkole Podstawowej nr 3 wznowione zostały zajęcia.
Od września 1951 r. "Trójka" zorganizowana została jako pierwsza w mieście i powiecie szkoła świecka, prowadzona przez Towarzystwo Przyjaciół Dzieci.
- Adres szkoły: ul. Toruńska 68, osiedle Warszawskie.

### Szkoła Podstawowa nr 4 im. Kawalerów Orderu Uśmiechu

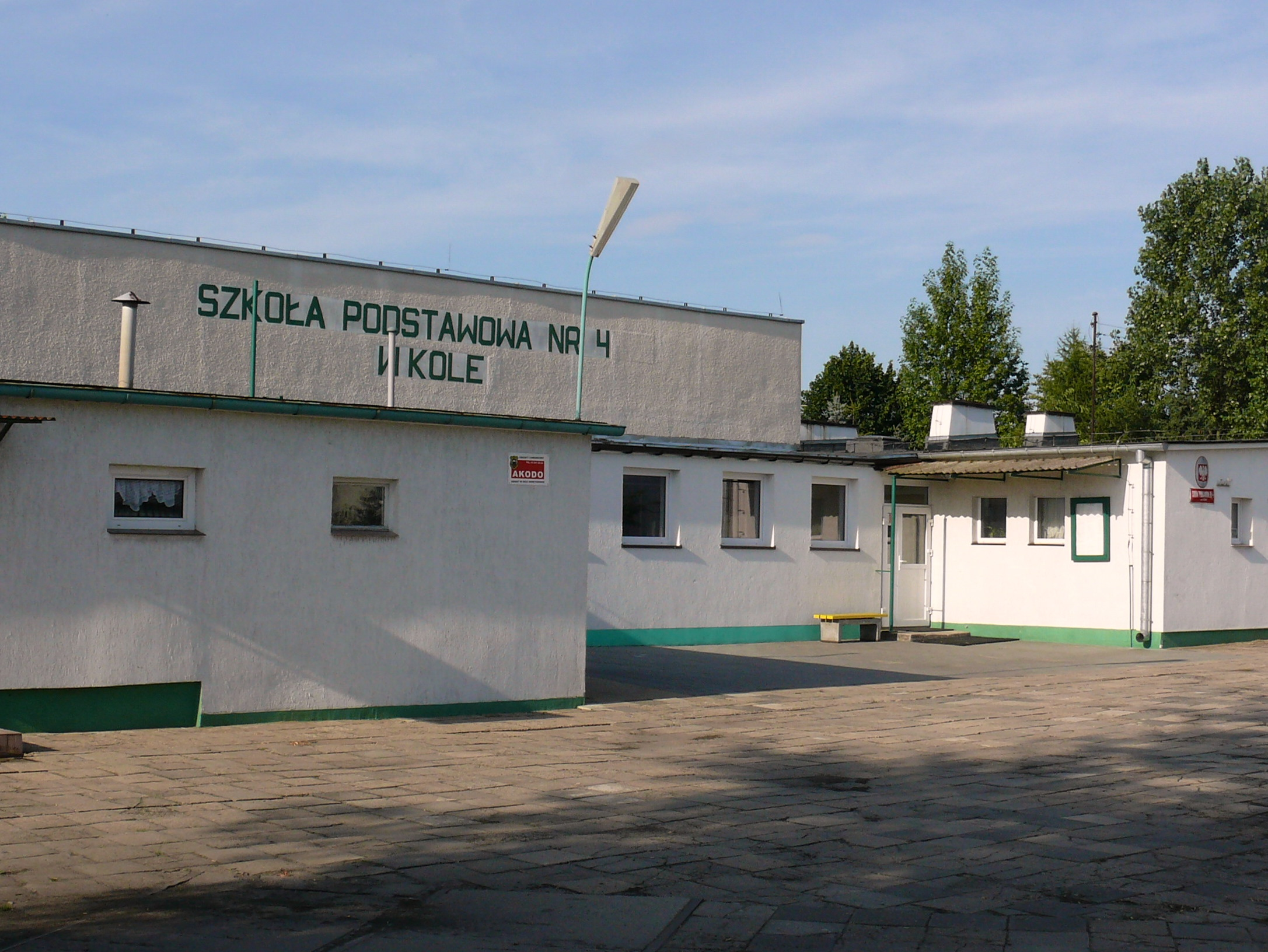
Szkoła Podstawowa nr 4

Historia szkoły sięga okresu powojennego. Wówczas to we wsi Ruchenna funkcjonowała siedmioklasowa szkoła podstawowa, do której uczęszczała młodzież z terenów wiejskich. W wyniku ogólnopolskiej reformy oświaty, od 1961 r., rozpoczęto naukę w systemie ośmioklasowym. W związku z rozwojem przemysłowym miasta, od 1970 r. w jego granicach administracyjnych znalazły się fragmenty wsi Podlesie i Ruchenna. W związku z tym placówka została przemianowana na Szkołę Podstawową nr 4 w Kole i była jedną z wówczas jedną z czterech kolskich podstawówek. 
W czerwcu 2009 r. szkoła otrzymała patrona. Po uzgodnieniach między radą pedagogiczną, uczniami oraz rodzicami, spośród trzech propozycji: Fryderyk Chopin, Mikołaj Kopernik i Kawalerowie Orderu Uśmiechu, wybraną tę ostatnią. Decyzja jest szczególna, bowiem w loży Kawalerów zasiada dwóch kolan – animator sportu Ryszard Lenartowicz oraz twórca "Wartaków" - Henryk Perzyński.
- Adres szkoły: ul. Toruńska 315a, osiedle Warszawskie.

### Szkoła Podstawowa nr 5 im. Arkadego Fiedlera

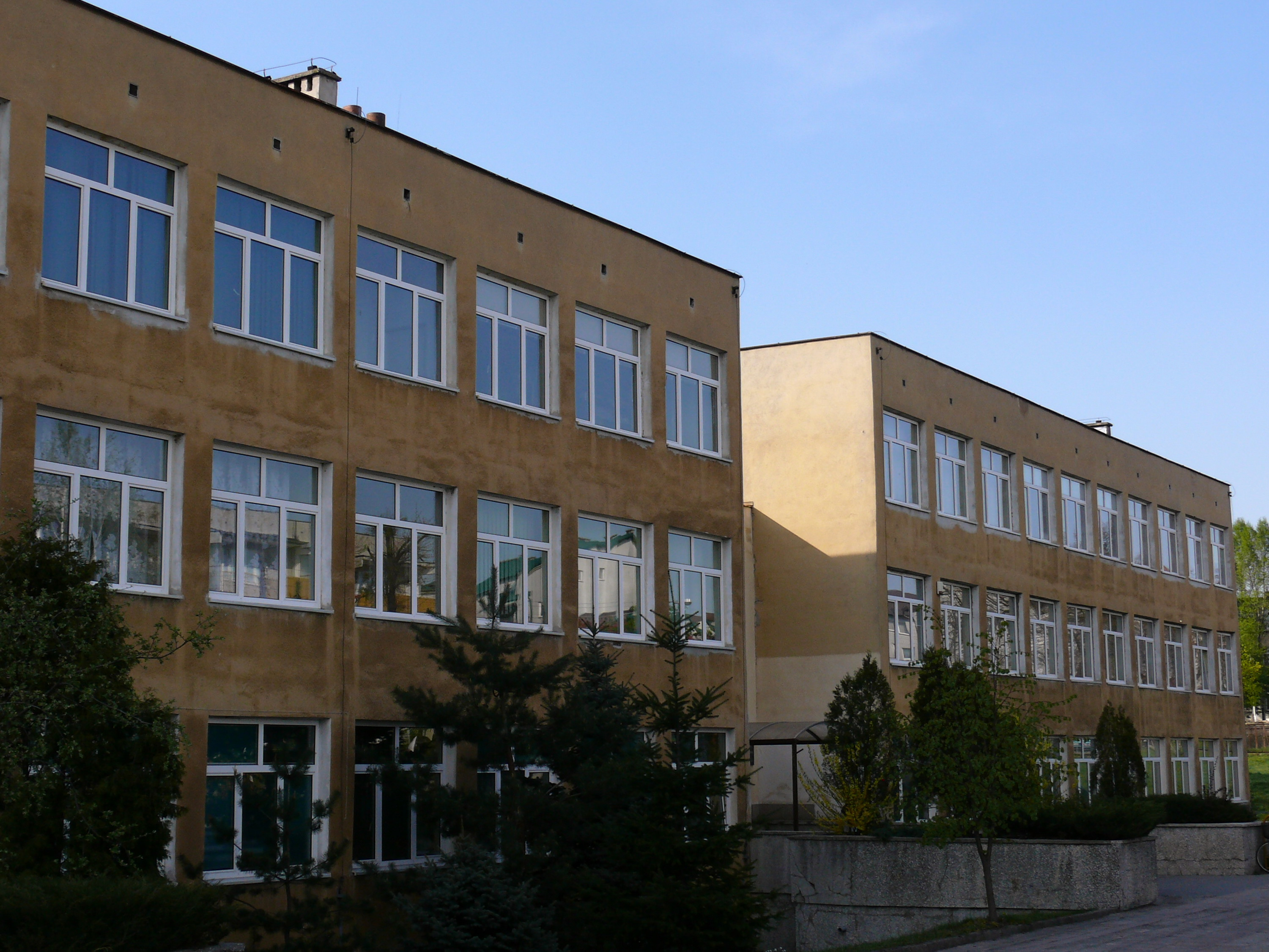
Szkoła Podstawowa nr 5

Została oddana do użytku publicznego w dniu 1 września 1985 roku. Pierwszym dyrektorem został Zdzisław Gajda. W pierwszym roku istnienia naukę rozpoczęło 110 uczniów oraz 59 nauczycieli. W tym samym budynku także rozpoczęli naukę uczniowie z Ochotniczych Hufców Pracy.
5 czerwca 1987 roku szkoła otrzymała patrona. Odbyła się uroczystość nadania imienia Arkadego Fiedlera oraz wręczenia sztandaru. Uruchomiono wtedy również specjalną salę poświęconą patronowi i w związku z tym wydarzeniem szkoła organizuje co 5 lat akademię z okazji rocznicy powstania.
Poprzez reformę z 1 września 1999 roku szkoła została przemianowana z systemu ośmioklasowego na system sześcioklasowy. Uruchomiono wtedy w tym samym budynku trzyletnie Gimnazjum nr 2. 1 września 2017 r. zlikwidowano istniejący Zespół Szkół nr 2.
- Adres szkoły: ul. Kolejowa 5, osiedle Warszawskie.

## Szkoły średnie

### Liceum Ogólnokształcące im. Kazimierza Wielkiego

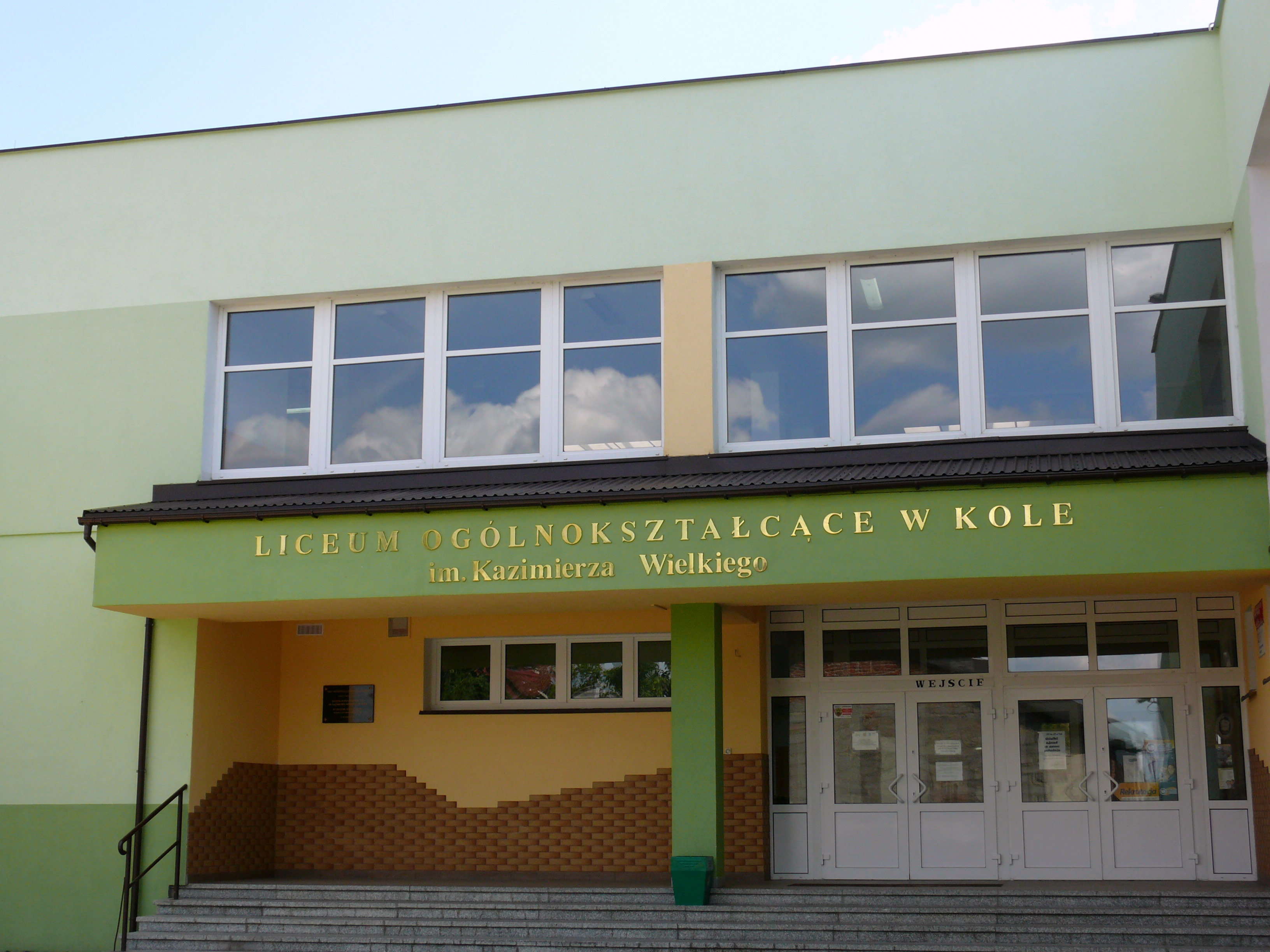
Liceum Ogólnokształcące

Liceum Ogólnokształcące jest kontynuatorem czteroklasowej szkoły realnej. Oficjalnie otwarcia dokonano 11 września 1879 r. Szkoła mieściła się w prywatnym domu Niewolskiego przy ul. Okólnej (obecnie ul. Kajki). W 1882 roku zakupiono plac w okolicach klasztoru, a dwa lata później szkoła uzyskała własny budynek przy ul. Mickiewicza 14. W 1904 roku powstała Szkoła Handlowa Miejska, która przyjęła budynek po szkole realnej. 
W roku szkolnym 1922/1923 szkołę przekształcono na ośmioletnie gimnazjum koedukacyjne o kierunku matematyczno-przyrodniczym. W 1926 roku uzyskała statut szkoły państwowej. W roku szkolnym 1933/1934 nastąpiła reforma szkolnictwa w Polsce. Do szkoły średniej uczęszczało 120-150 uczniów, a opuszczało 10-15 maturzystów rocznie. W roku 1938 została otwarta klasa humanistyczna. W tym też roku rozbudowano budynek przy ul. Mickiewicza.
15 marca 1945 r. rozpoczęto regularne zajęcia z 243 uczniami w 4 klasach gimnazjalnych i 2 licealnych. Szkoła mieściła się w pomieszczeniu przy Szkole Podstawowej nr 3 przy ul. Toruńskiej. W 1946 roku szkołę przeniesiono do budynku na Placu Szkolnym. W związku z zarządzeniem Ministra Oświaty – 1 lutego 1949 roku powołano Państwową Szkołę Ogólnokształcącą stopnia podstawowego i licealnego. W latach 50. XX wieku zmieniono nazwę na Liceum Ogólnokształcące i nazwa ta pozostała do dziś.
W 1966 roku nadano szkole imię Kazimierza III Wielkiego. Niespełna 10 lat później szkoła otrzymała własny sztandar. W 1989 roku rozpoczęto budowę szkoły. Po trzech latach, w 1992 roku, główna część obiektu była gotowa i nastąpiła przeprowadzka liceum do obecnego gmachu.
- Adres szkoły: ul. Blizna 37, osiedle Warszawskie.

### Zespół Szkół Ekonomiczno-Administracyjnych im. Stanisława i Władysława Grabskich

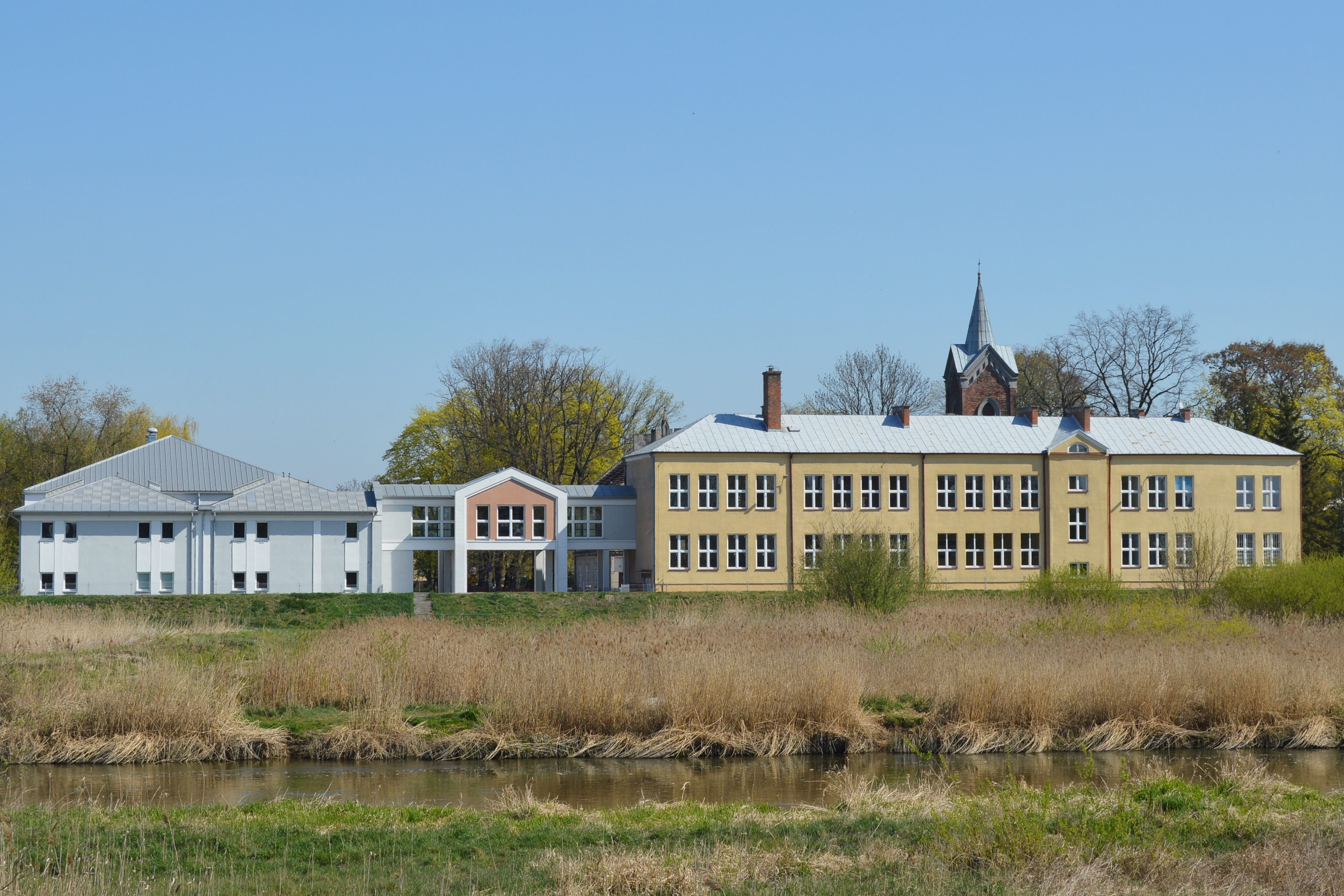
Zespół Szkół Ekonomiczno-Administracyjnych

Staraniem władz samorządowych, organizacji społecznych, kupiectwa i spółdzielczości, Kuratorium Okręgu Szkolnego Poznańskiego w roku 1947 powołało Gimnazjum i Liceum Handlowe. W grudniu 1950 r. szkoła przeniosła się z ul. Szkolnej do budynku przy ul. Mickiewicza 14 po byłym przedwojennym Gimnazjum i Liceum „Oświata”. Tam funkcjonowało do 31 sierpnia 1952 r. 1 września 1952 roku szkoła wróciła do budynku przy ul. Sienkiewicza 1, gdzie funkcjonuje nadal.
Lata 1952-1957 to drugi okres w historii wynikający z reformy szkolnictwa zawodowego. Dotychczasowe Gimnazjum i Liceum Handlowe zostaje przekształcone w Technikum Handlowe najpierw trzyletnie, a następnie czteroletnie. Po wprowadzeniu w szkołach podstawowych ósmej klasy w roku 1966 szkoła wchodzi w czteroletni cykl nauczania i przekształca się w Liceum Ekonomiczne funkcjonujące od 1967 roku. W 1973 r. Kuratorium Oświaty zezwoliło na uruchomienie Liceum Ekonomicznego dla Pracujących na podbudowie szkoły handlowej, a w roku 1975 uruchomiono kierunek - administracja terenowa.
We wrześniu 1992 roku miała miejsce uroczystość nadania szkole imienia. Patronami wybrano braci Stanisława i Władysława Grabskich. Nadanie imienia w dniu 18 września 1992 r. zbiegło się z przekazaniem szkole nowego budynku, znajdującego się tuż obok poprzedniego.
- Adres szkoły: ul. Sienkiewicza 1, osiedle Warszawskie.

### Zespół Szkół Technicznych

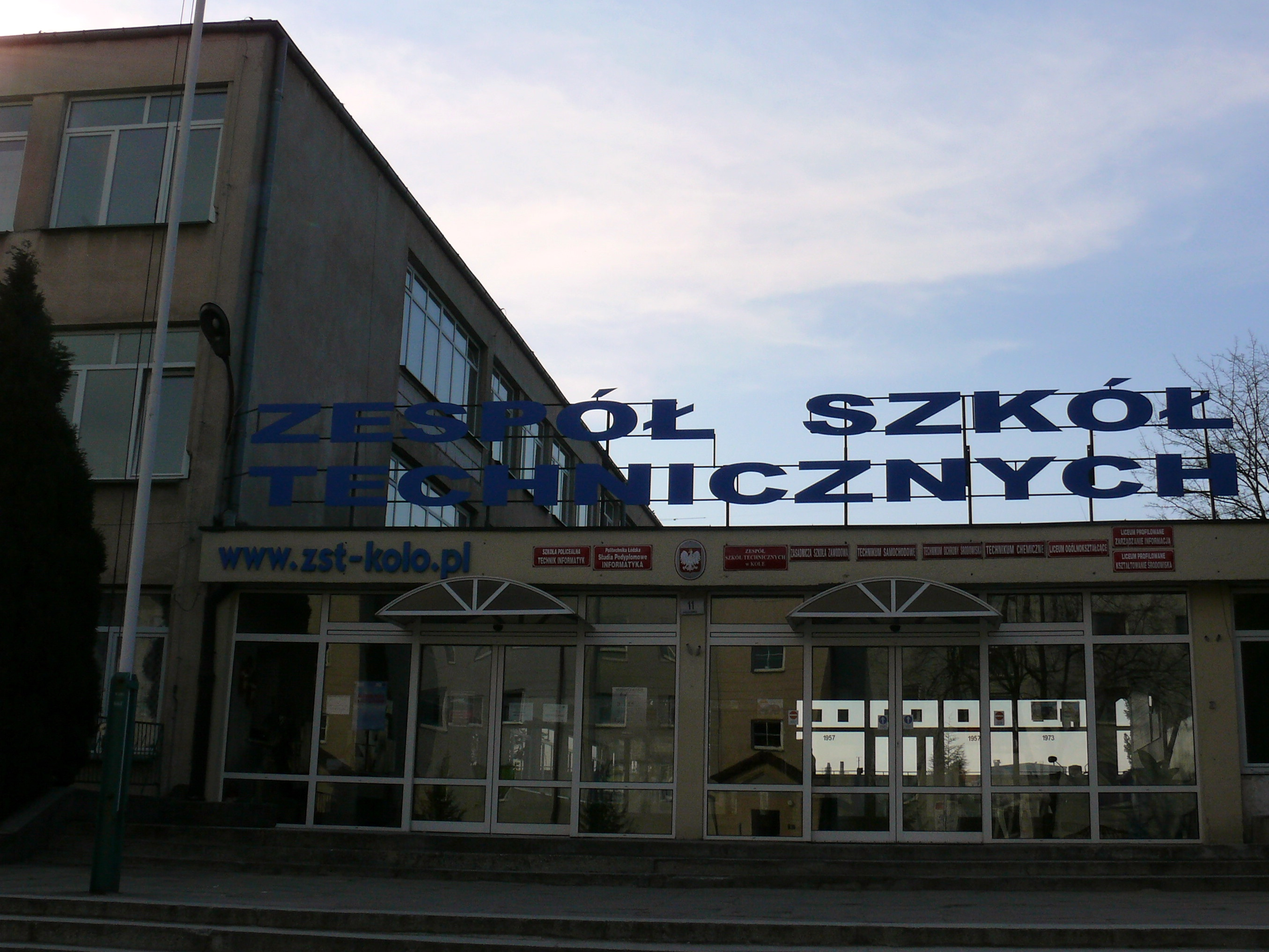
Zespół Szkół Technicznych

W 1920 r. Zarząd Miejski i Rada Rzemieślnicza zorganizowały wieczorowe kursy rzemieślnicze, które później przekształcono w Publiczną Szkołę Zawodową Dokształcającą. Szkoła ta, wyłączając sześcioletni okres okupacji hitlerowskiej, funkcjonowała do lutego 1974 r., kiedy to przemianowano ją na Publiczną Średnią Szkołę Zawodową.
Z dniem 1 września 1960 r. dyrekcja Zasadniczej Szkoły Zawodowej objęła nadzór pedagogiczny nad Zasadniczą Szkołą Zawodową w Dąbiu. 1 stycznia 1961 r. obie szkoły połączono w jedną jednostkę administracyjną. Kształcenie na poziomie średnim w Zasadniczej Szkole zawodowej rozpoczęło się w 1971 r., wraz z powstaniem czteroletniego Liceum Zawodowego.
We wrześniu 1972 roku szkoła otrzymała nową siedzibę w budynku mieszczącym się przy ul. Kolejowej. Zarządzeniem Kuratora Okręgu Szkolnego Poznańskiego z 28 sierpnia 1973 roku szkoła zaczęła funkcjonować jako Zespół Szkół Zawodowych. Od 2007 r. nosi nazwę Zespół Szkół Technicznych. Organem prowadzącym jest starostwo powiatowe.
- Adres szkoły: ul. Kolejowa 11, osiedle Warszawskie.

## Szkoła wyższa

### Społeczna Akademia Nauk w Łodzi
Uczelnia prowadzi 3-letnie studnia licencjackie (I stopnia) na 15 kierunkach oraz 2-letnie studia uzupełniające magisterskie (II stopnia) na 5 kierunkach. Jako pierwsza uczelnia niepubliczna w Łodzi otrzymała status uczelni akademickiej, a także uzyskała uprawnienia do nadawania tytułu doktora nauk ekonomicznych.
W Kole, od 2007 r., działa zamiejscowy ośrodek dydaktyczny uczelni. Jego siedziba znajduje się w gmachu Liceum Ogólnokształcącego, przy ul. Blizna 37.

## Pozostałe placówki
Ponadto w Kole swoje siedziby mają inne placówki oświatowe. Posiadają one charakter ośrodka opiekuńczego lub szkoły artystycznej. Zaliczają się do nich m.in.:
- Ośrodek Rehabilitacyjno-Edukacyjno-Wychowawczy Polskiego Stowarzyszenia na rzecz Osób z Upośledzeniem Umysłowym
- Specjalny Ośrodek Szkolno-Wychowawczy im. Świętego Mikołaja
- Państwowa Szkoła Muzyczna I stopnia im. Karola Szymanowskiego
- Przedszkole Miejskie nr 1
- Przedszkole Miejskie nr 3 "Czerwony Kapturek"
- Przedszkole Miejskie nr 5 "Gromadka Misia Uszatka"
- Przedszkole Miejskie nr 6